# علی‌اصغر نقدی
علی اصغر نقدی فرزند سرلشکر رفعت نقدی (۱۲۷۴ تهران – ۱۳۴۵ تهران) معروف به سپهبد نقدی وزیر جنگ در دولت‌های حسین علاء، محمد مصدق، شریف امامی، علی امینی بود.

## تحصیلات
پس از انجام تحصیلات متوسطه در مدارس علمیه و قاجار و دارالفنون وارد مدرسه قزاقخانه شد و دوره مدرسه مزبور را گذرانید و به درجه افسری نائل آمد و غالباً در زد و خوردهای داخلی شرکت داشت و از خود رشادت زیادی نشان می‌داد. از این رو درجات خود را سریعاً دریافت کرد و درجه سرهنگی رسید و به رضاخان نیز بسیار نزدیک شد و یار و همراه در سفر و حضر بود در سال ۱۳۰۲ از طرف قشون به اروپا اعزام شد و دوره دانشکده سن-سیر پیاده ّرا طی کرد به ایران بازگشت و فرماندهی چند فوج پیاده با او بود. در ۱۳۱۰ کفالت فرماندهی تیپ خوزستان به عهده او قرار گرفت و پس از آن در تهران فرمانده چند تیپ بود و در اثر ابراز لیاقت درجه سرتیپی دریافت کرد و فرمانده لشکر دوم مرکز شد و در همین سمت درجه سرلشگری به او داده شد.

## شهریور۱۳۲۰
در شهریور ۱۳۲۰ نقدی فرمانده همان لشکری بود که در شورای عالی جنگ طرح مرخصی سربازان وظیفه و استخدام سربازان پیمانی را امضا کرده بود و مورد تعرض و پرخاش رضاشاه قرار گرفت
در روز ششم شهریور ۱۳۲۰ بخشنامه محرمانه و مستقیم و فوری از ستاد ارتش به دو لشکر رسیده و به فرماندهان مربوطه اعلام می‌گردید. چون ممکن است واحدهای ارتش شوروی و انگلیس داخل تهران شوند، بایستی شماره افراد لشگرهای پادگان مرکز هر هنگ پیاده به یک گروهان و هر هنگ سوار به یک سواران تقلیل یابد و عجالتاً مرخص شوند. علی اصغر نقدی که افسر مطلع؛ اما کمی عصبانی یک از این پادگان‌ها با این تصمیم موافق نبود. رضاشاه از این تصمیم بی خردانه بسیار عصبانی شده بود، شاه به این فکر کرده بود که خالی شدن پایگاه‌ها از سرباز و بی‌سرپرست شدن آنجا همان و تاراج و یغما رفتن انبارها همان. این بخشنامه که معلوم نبود از کجا و از طرف چه کسی ابلاغ شده بود، باعث تغییر لحن کشورهای غربی شده بود رضاشاه نیز تصمیم گرفت، تمام افسران ارشدی را که پیشنهاد تخلیه سربازخانه‌ها را داده بودند، مجازات شوند. این افسران عبارت بودند، تیمسار سپهبد امیراحمدی، سرلشکر نخجوان، تیمسار نقدی و سرتیپ ریاضی و غیره البته آنها ادعا می‌کردند که به آنها گفته شده بود، شاه قبلاً به این امر موافقت کرده‌است بعدها در زمان محمدرضا شاه این افسران ارشد دوباره به مقام خود برگشته و کم و بیش استقلال داشتند. او در همان سال به ریاست اداره نظام وظیفه منصوب شد و چند سالی در آنجا بود. بعد از ریاست اداره دادرسی ارتش را به او دادند و چندی هم بازرس ویژه بود.

## فعالیتها سیاسی و وزارت
از فروردین ۱۳۳۰ درجه سپهبدی گرفت و در کابینه حسین علا به سمت وزیر جنگ معرفی شد. در کابینه اول دکتر مصدق هم وزیر جنگ بود؛ ولی دوام زیادی نکرد و بازنشسته شد. وقتی بازرسی شاهنشاهی ایجاد شد به سمت معاونت آنجا انتخاب شد. در ۱۳۳۹ در ترمیم کابینه شریف امامی مجدداً به وزارت جنگ رسید و دوران نخست‌وزیر و دکتر علی امینی همچنان وزیر جنگ بود و در اولین کابینه امیر اسدالله علم نیز وزارت جنگ را به عهده داشت؛ ولی در ترمیم کابینه جای خود را به معاون خود سپرد و کناره‌گیری کرد و در ۱۳۴۵ درگذشت
| \| نخست‌وزیر: شریف‌امامی \| \| \| \| \| \| \| معاون نخست‌وزیر: محمد سجادی \| \| \| \| \| \| \| وزیر مشاور: احمد آرامش \| \| \| \| \| \| \| وزیران \| \| \| \| \| \| \| ر. \| وزیر \| وزارت‌خانه \| ر. \| وزیر \| وزارت‌خانه \| \| ۱ \| محمدرضی ویشکایی \| وزارت گمرکات و انحصارات \| ۸ \| ابوالحسن بهنیا \| راه و ترابری \| \| ۲ \| صادق امیرعزیزی \| کشور \| ۹ \| طاهر ضیایی \| صنایع و معادن \| \| ۳ \| عبدالباقی شعاعی \| دارایی \| ۱۰ \| محمدعلی ممتاز \| دادگستری \| \| ۴ \| حسین قدس نخعی \| امور خارجه \| ۱۱ \| جهانشاه صالح \| فرهنگ \| \| ۵ \| علی اصغر نقدی \| جنگ \| ۱۲ \| احمدعلی بهرامی \| کار \| \| ۶ \| جواد آشتیانی \| بهداری \| ۱۳ \| ابراهیم مهدوی \| کشاورزی \| \| ۷ \| عبدالحسین اعتبار \| پست، تلگراف و تلفن \| \| \| \| \| وزیران مشاور \| \| \| \| \| \| \| ر. \| وزیر مشاور \| وزارت مشاور \| ر. \| وزیر مشاور \| وزارت مشاور \| \| ۱ \| محمد سجادی \| سرپرست امور اقتصادی \| ۳ \| احمد آرامش \| برنامه و بودجه \| \| معاونان نخست‌وزیری \| \| \| \| \| \| \| ر. \| معاون \| معاونت \| \| \| \| \| ۱ \| اشرف احمدی \| وزیر مشاور و معاون نخست‌وزیر \| \| \| \| |                  |                             |    |                |                |
| نخست‌وزیر: شریف‌امامی |                  |                             |    |                |                |
| معاون نخست‌وزیر: محمد سجادی |                  |                             |    |                |                |
| وزیر مشاور: احمد آرامش |                  |                             |    |                |                |
| وزیران |                  |                             |    |                |                |
| ر. | وزیر             | وزارت‌خانه                   | ر. | وزیر           | وزارت‌خانه      |
| ۱ | محمدرضی ویشکایی  | وزارت گمرکات و انحصارات     | ۸  | ابوالحسن بهنیا | راه و ترابری   |
| ۲ | صادق امیرعزیزی   | کشور                        | ۹  | طاهر ضیایی     | صنایع و معادن  |
| ۳ | عبدالباقی شعاعی  | دارایی                      | ۱۰ | محمدعلی ممتاز  | دادگستری       |
| ۴ | حسین قدس نخعی    | امور خارجه                  | ۱۱ | جهانشاه صالح   | فرهنگ          |
| ۵ | علی اصغر نقدی    | جنگ                         | ۱۲ | احمدعلی بهرامی | کار            |
| ۶ | جواد آشتیانی     | بهداری                      | ۱۳ | ابراهیم مهدوی  | کشاورزی        |
| ۷ | عبدالحسین اعتبار | پست، تلگراف و تلفن          |    |                |                |
| وزیران مشاور |                  |                             |    |                |                |
| ر. | وزیر مشاور       | وزارت مشاور                 | ر. | وزیر مشاور     | وزارت مشاور    |
| ۱ | محمد سجادی       | سرپرست امور اقتصادی         | ۳  | احمد آرامش     | برنامه و بودجه |
| معاونان نخست‌وزیری |                  |                             |    |                |                |
| ر. | معاون            | معاونت                      |    |                |                |
| ۱ | اشرف احمدی       | وزیر مشاور و معاون نخست‌وزیر |    |                |                |

| کابینه علی امینی |
| ---------------- |
|                  |